# Védarai
Vėdarai é uma salsicha de batata típica da Lituânia.
Uma receita consiste em limpar e lavar bem tripas de porco, esfregar a parte de fora com alho e deixar tomar gosto durante pelo menos 24 horas. Saltear cebola em toucinho e misturar batata pelada e ralada; temperar com manjerona e sal. Encher as tripas com esta mistura e atá-las para formar salsichas do tamanho dsejado, que se assam em forno quente, dentro dum tabuleiro untado e com um pouco de água; picar as salsichas e deixar assar até ficarem douradas. 
Existe uma variante, supostamente da culinária judaica, mas bastante diferente da iguaria lituana, uma vez que as tripas usadas são de boi e o recheio não leva batata.